# BB Большого Пса
BB Большого Пса (лат. BB Canis Majoris) — одиночная переменная звезда в созвездии Большого Пса на расстоянии приблизительно 4413 световых лет (около 1353 парсеков) от Солнца. Видимая звёздная величина звезды — от +15,5m до +13,7m.

## Характеристики
BB Большого Пса — неправильная переменная звезда (I:).